# Innocenzo Ciocchi del Monte

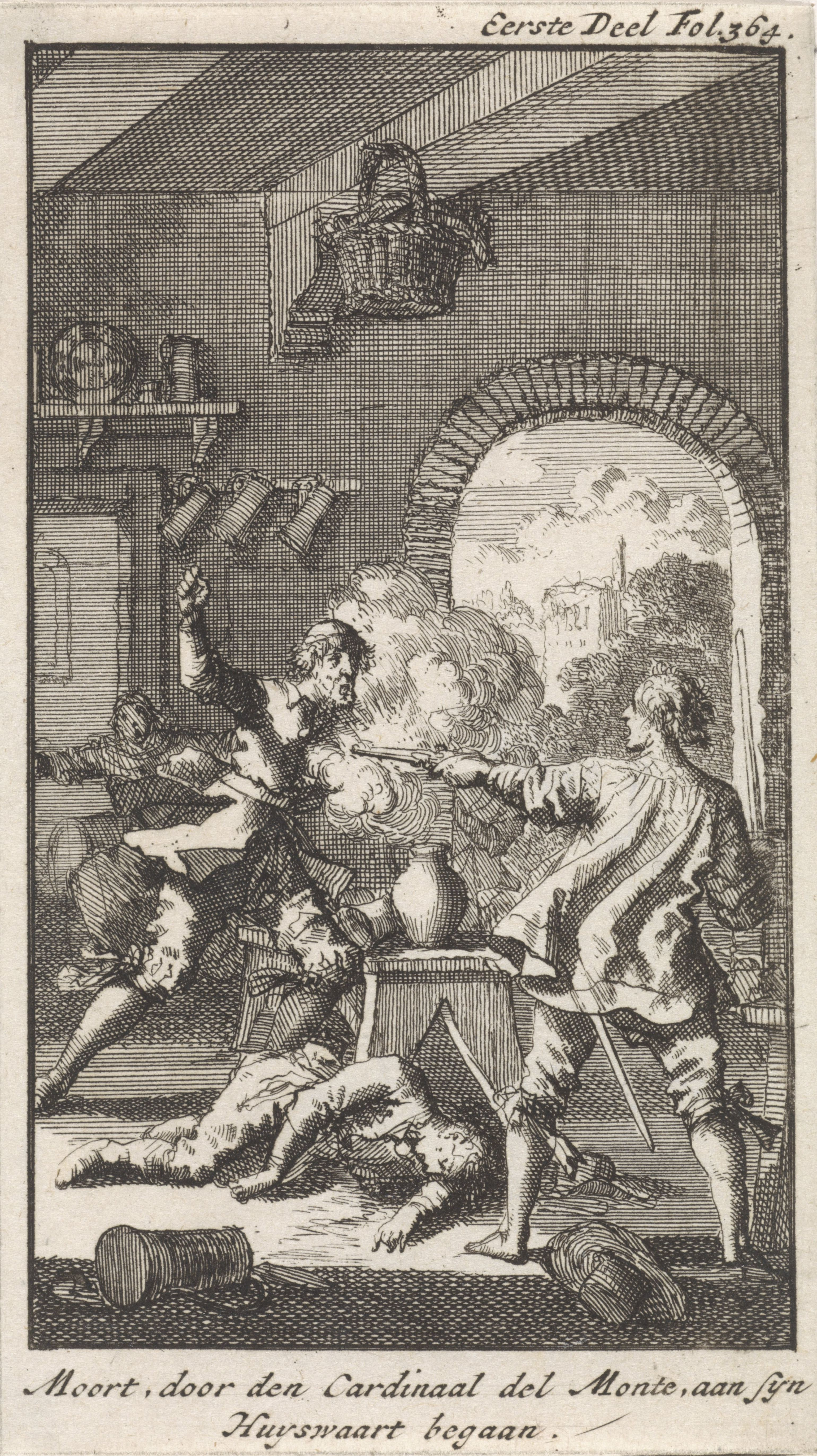
De dronken kardinaal Innocenzo Ciocchi del Monte vermoordt iemand in een herberg, ets van Jan Luyken.

Innocenzo Ciocchi del Monte (Fidenza, 1532 - Rome, 2 november 1577) was een Italiaanse kardinaal die met name bekendstaat vanwege zijn relatie met Paus Julius III, van wie hij een adoptieneef was.

## Biografie
Innocenzo werd geboren als de zoon van een bedelares en een onbekende vader in Fidenza. Als kind werd hij van de straat gehaald door kardinaal Giovanni Maria Ciocchi del Monte in Piacenza waar deze gouverneur was. Del Monte bracht hem als knechtje (valero) onder bij zijn broer Baldovino in Rocca di Furlì en zorgde dat deze hem adopteerde. Hiermee werd Innocenzo het neefje van de kardinaal. Toen hij veertien was, benoemde Del Monte hem tot provoost van de Kathedraal van Arezzo waarmee Innocenzo een vast inkomen kreeg.
Na de troonsbestijging van Giovanni Maria Ciocchi del Monte als paus Julius III benoemde hij Innocenzo op zeventienjarige leeftijd tot kardinaal-nepoot. Volgens historicus John Julius Norwich was de paus "dweperig verliefd" op Innocenzo. Een jaar later gaf Julius III  de opdracht dat alle pauselijke nuntii hun brieven naar Innocenzo zouden sturen. Hierdoor werd hij de belangrijkste pauselijke diplomaat. De paus creëerde uiteindelijk speciaal voor hem de functie van kardinaal-staatssecretaris waarmee zijn macht verder vergroot werd. Toen Innocenzo een verhouding kreeg met de poëet Ersilia Cortese overwoog de paus om hem te degraderen, maar uiteindelijk besloot hij dat niet te doen. Na diens dood nam Innocenzo deel aan de twee conclaven van 1555 en ook dat van 1559 waarin paus Pius IV werd verkozen.
Op 27 mei 1560 werd hij op bevel van paus Pius IV gevangen gezet in de Engelenburcht nadat hij in Nocera Umbra twee moorden had gepleegd. Een jaar later werd Del Monte overgebracht naar de Abdij van Montecassino. Later dat jaar werd hij vrijgelaten. Wel moest hij een boete betalen en kreeg hij de voorwaardelijke straf dat hij een volgend strafbaar feit uit zijn positie van kardinaal ontheven zou worden. In december 1567 werd hij verdacht van het verkrachten van twee vrouwen in Brevia. Op 14 juni 1569 deed de commissie die onderzoek had gedaan naar de uitspattingen van Del Monte uitspraak en oordeelde dat deze niet zwaar genoeg waren om hem te degraderen. De paus besloot hem te verbannen naar Montecassino en in 1571 naar een klooster bij Bergamo. Na de dood van paus Pius V begon hij met het plannen van zijn ontsnapping. In een poging om vrij te komen deed hij zich voor dat hij tot inkeer was gekomen. Hierop besloot paus Gregorius XIII om hem vrij te laten en te laten terugkeren naar Rome. Del Monte overleed op 2 november 1577 in anonimiteit en werd begraven in de San Pietro in Montorio.